# Xalet Gual Villalbí
El Xalet Gual Villalbí és una obra noucentista de Castell d'Aro, Platja d'Aro i s'Agaró (Baix Empordà) protegida com a Bé Cultural d'Interès Local.

## Descripció
El xalet, construït el 1932 per a l'economista i ministre franquista Pere Gual i Villalbí, és el número XIV situat dins la urbanització de s'Agaró iniciada el 1916 per Josep Ensesa i Pujades i continuat pel seu fill Josep Ensesa i Gubert que confia tot el projecte a l'arquitecte Rafael Masó i Valentí (1880-1935). La parcel·la limita amb el camí de ronda i l'avinguda Sa Conca.
Es tracta d'una casa de planta baixa i pis, amb un semisoterrani a manera de sòcol que emfatitza la cantonada sobre el camí de ronda i la plaça del Mirador, amb galeries laterals a nivell de planta baixa. Es conserva en bon estat.